# Joseph Pollet
Pour les articles homonymes, voir Pollet.

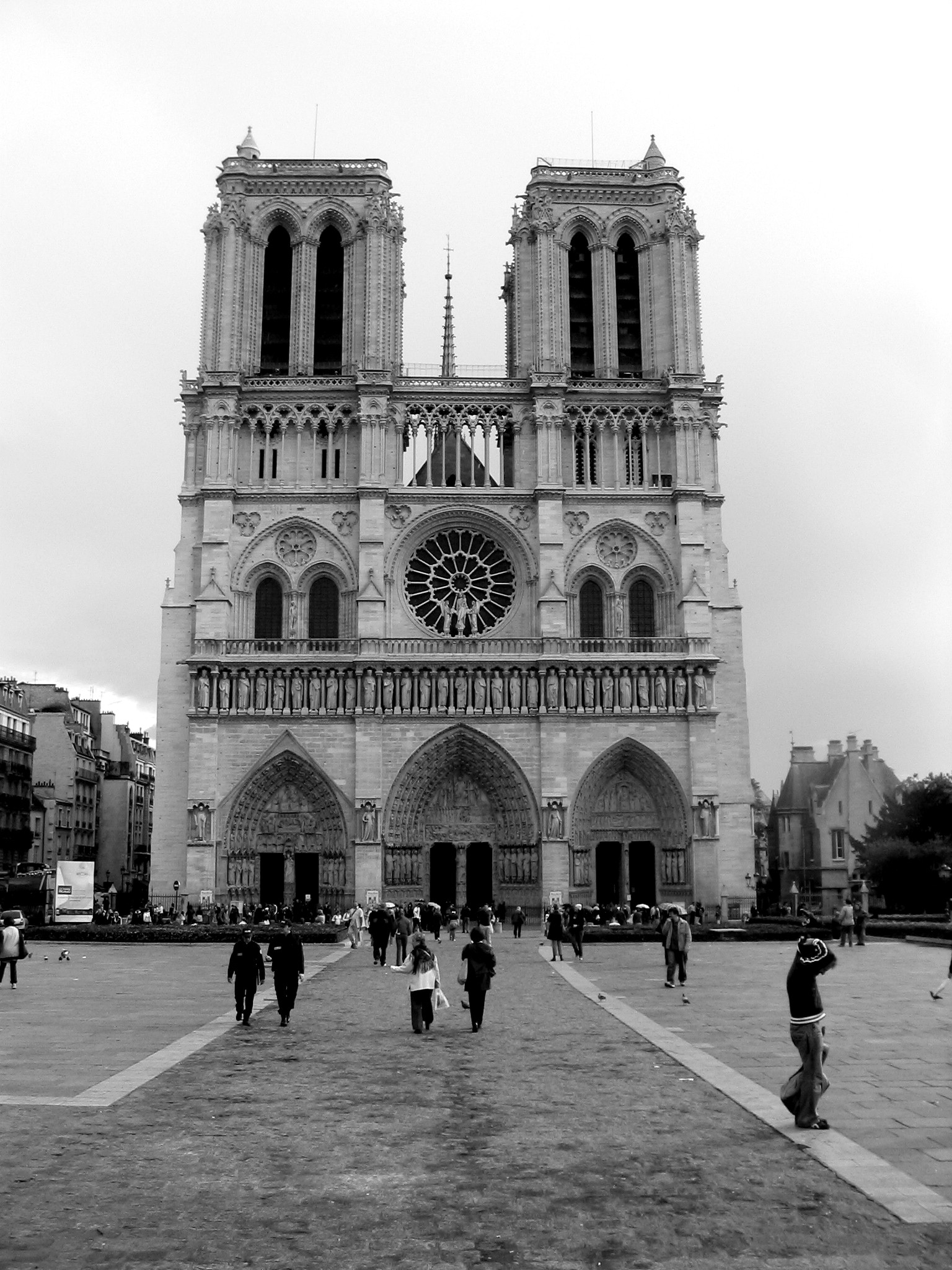
Cathédrale Notre-Dame de Paris

Joseph Pollet (1806-1883) fut organiste de la cathédrale Notre-Dame de Paris 1834 à 1840.